# Брегвадзе, Борис Яковлевич
Бори́с Я́ковлевич Брегва́дзе (19 марта 1926, Саратов — 28 марта 2012, Санкт-Петербург) — артист балета и педагог, солист Ленинградского театра оперы и балета им. Кирова в 1947—1967 годах. Народный артист РСФСР, профессор, лауреат Сталинской премии II степени (1951).

## Биография
Борис Яковлевич Брегвадзе родился 19 марта 1926 года в Саратове.
Первоначальное балетное образование получил в Саратовском театральном училище. В 1944 году окончил студию при Саратовском театре оперы и балета. В 1942—1946 годах был артистом Саратовского театра оперы и балета.
В 1946—1947 годах учился в Ленинградском хореографическом училище, в классе усовершенствования педагога Б. В. Шаврова, после чего был принят в балетную труппу Ленинградского театра оперы и балета им. С. М. Кирова. Танцевал на сцене до 1967 года.
В 1961 году, ещё до окончания сценической карьеры, начал преподавать в Ленинградском хореографическом училище.
В 1963 году окончил Ленинградский институт культуры им. Н. К. Крупской по специальности «культурно-просветительская работа». В 1964 году создал и возглавил институтскую кафедру хореографии, которой руководил вплоть до 2011 года.
В 1984 году был удостоен учёного звания профессора.
Кроме того, вёл постановочную и педагогическую деятельность за рубежом. Преподавал в Пражской студии балета (1970), Пражском национальном театре (1974, 1985, 1986, 1990), Венгерском оперном театре (1979—1980), Национальном оперном театре Финляндии (1981). В Пражском национальном театре возобновил «Вечер балета».
Умер 28 марта 2012 года в Санкт-Петербурге.

## Семья
- Супруга — Минчёнок, Эмма Владимировна (род. 29 августа 1932)
- Сын — Брегвадзе, Андрей Борисович (род. 4 июня 1959)

## Репертуар
- «Баядерка» Л. Минкуса — Солор
- «Гаянэ» А. И. Хачатуряна — Армен
- «Дон Кихот» Л. Минкуса — Базиль
- «Египетские ночи» А. С. Аренского — Амун
- «Золушка» С. С. Прокофьева — Принц
- «Красный мак» Р. М. Глиэра — Ма Ли Чен
- «Лауренсия» А. А. Крейна — Фрондосо
- «Легенда о любви» А. Д. Меликова — Ферхад
- «Маскарад» А. И. Хачатуряна — Звездич
- «Медный всадник» Р. М. Глиэра — Евгений
- «Отелло» — Отелло
- «Родные поля» Н. П. Червинского — Сандро
- «Ромео и Джульетта» С. С. Прокофьева — Ромео, Меркуцио
- «Спартак» А. И. Хачатуряна — Спартак
- «Татьяна» — Андрей
- «Тропою грома» К. А. Караева — Ленни
- "«Шурале» Ф. З. Яруллина — Али-Батыр
- «Эсмеральда» Ц. Пуни— Актеон

## Фильмография
- «Хореографические миниатюры» — фильм-балет, 1960.
  - миниатюры «Венский вальс»; «Полетный вальс» — пост. Л. Якобсона (партнёрша Н. Кургапкина);
  - адажио из балета «Легенда о любви» пост. Григоровича (Ширин — Н. Кургапкина).

## Награды и премии
- 1951 — Сталинская премия II степени — за исполнение партии Али-Батыра в балетном спектакле «Али-Батыр» («Шурале») Ф. З. Яруллина (1950)
- 1954 — заслуженный артист РСФСР
- 1957 — народный артист РСФСР
- орден «Знак Почёта»
- 1984 — медаль «Ветеран труда»
- 1997 — Орден Дружбы[2]